# Fort Washington (Maryland)
Fort Washington é uma Região censo-designada localizada no estado americano de Maryland, no Condado de Prince George's.

## Demografia
Segundo o censo americano de 2000, a sua população era de 23.845 habitantes.

## Geografia
De acordo com o United States Census Bureau tem uma área de
36,3 km², dos quais 35,2 km² cobertos por terra e 1,1 km² cobertos por água.

## Localidades na vizinhança
O diagrama seguinte representa as localidades num raio de 8 km ao redor de Fort Washington.